# Xylocopa africana
Xylocopa africana är en biart som först beskrevs av Fabricius 1781.  Xylocopa africana ingår i släktet snickarbin, och familjen långtungebin.

## Underarter
Arten delas in i följande underarter:
- X. a. longjinensis
- X. a. africana
- X. a. congoensis
- X. a. conradti